# Procedureel geheugen
Het procedurele geheugen is een van de vormen van het niet-declaratieve of impliciete geheugen.
Het heeft zowel betrekking op het leren van motorische vaardigheden, zoals leren fietsen, als het leren van bepaalde cognitieve vaardigheden, zoals het leren lezen. Dergelijke vaardigheden vallen onder het zogeheten skill learning; het door herhaling en in kleine stapjes leren steeds beter te presteren. Patiënten die lijden aan amnesie hebben meestal een intact procedureel geheugen. Een bekend voorbeeld van zo'n patiënt is HM. HM (of H.M.) leed door beschadiging van mediaal temporale gebieden in de hersenen aan antegrade amnesie en kon dus geen nieuwe declaratieve kennis meer in zijn geheugen opslaan.

## Motorische vaardigheden
Amnesiepatiënten zijn echter nog wel in staat een taak te leren waarbij het gaat om een bepaalde volgorde van indrukken van knopjes op een paneel (het sequence learning paradigm). Men moet bijvoorbeeld leren vier naast elkaar geplaatste knoppen in de volgorde 13432142 in te drukken. 

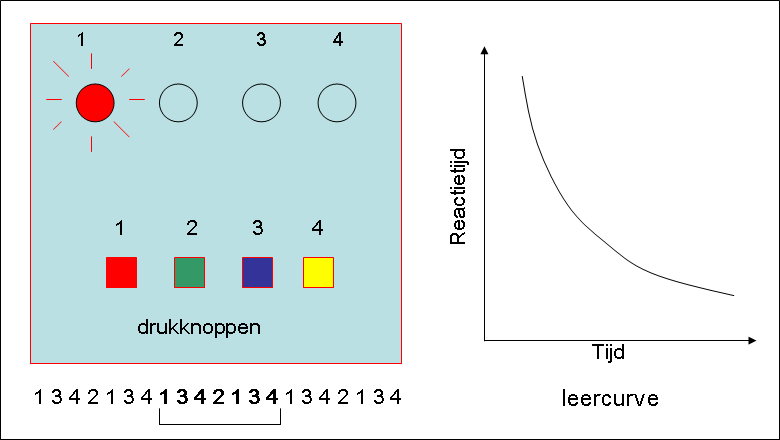
Voorbeeld van een sequentieleertaak. Men moet leren zo snel mogelijk de knoppen in te drukken, in de volgorde die door de lampjes wordt aangegeven. Men gaat dit steeds sneller doen (leercurve rechts)

Zij zijn goed in staat een dergelijke volgorde te onthouden, maar herinneren zich niet meer dat zij de taak de dag tevoren hebben gedaan. Ook beweren zij dat zij de knoppen volstrekt willekeurig hebben ingedrukt.
Bij procedureel leren spelen ook andere gebieden in de hersenen een rol dan bij declaratief leren. Voor het leren van motorische vaardigheden blijken vooral de basale ganglia en de kleine hersenen van belang.

## Conceptuele informatie
Het procedureel geheugen blijkt ook belangrijk voor het leren van regels die gelden voor de structuur van bepaalde letterreeksen. Dit is aangetoond in onderzoek waarbij patiënten een kunstmatige grammatica moesten aanleren. Men gaat daarbij om het toepassen van bepaalde regels over welke letters andere letters mogen volgen en welke niet. Ook hier herinneren patiënten die grammaticale van niet grammaticale letterreeksen kunnen onderscheiden, zich de letters en reeksen zelf niet. Hetzelfde resultaat wordt overigens gevonden als stippenpatronen in plaats van letters worden gebruikt.